# 宋陵
宋陵，又称北宋皇陵，位于中华人民共和国河南省巩义市，是北宋的皇家墓葬群，共包括八座帝陵，包括除徽钦二帝之外的北宋其余七位帝王的陵墓，以及宋太祖赵匡胤之父宋宣祖趙弘殷的陵墓，又称“七帝八陵”。除此之外还有21座皇后袝藏陵，以及上千座陪葬墓:6。宋陵以大量的石像著称，地面上现存上千件石刻造像，被称为“大地上的露天石雕博物馆”。

## 地理环境
北宋王朝定都于东京汴梁，但汴梁城地处平原地带，周围地下水位较高，不适合建造大型陵寝。当时皇室信奉“五音姓利”的阴阳勘舆术，北宋皇帝为赵姓，为角音，与木行相对应。木主东方，阳气在东。因此，赵姓在阴阳地理上以东高西低为最佳，南高北低亦可。而巩县地处嵩山之阴，东侧为青龙山，南侧为金牛山和白云山，北边则为伊洛河，东南依山，西北傍水，整体呈东南高西北低的地势，与最利角姓木行的地理形势相符。另外，巩县东距东京开封约122千米，西距西京洛阳约55千米，位于两京之间的来往要道上。因此，巩县东南一带被选为北宋皇陵的陵区:3-4, 448-449。

## 历史
北宋乾德元年（963年），宋太祖在巩县营造安陵，并迁葬父亲赵弘殷于此，为北宋皇陵的营建之始。其后又先后建造了永昌陵、永熙陵、永定陵、永昭陵、永厚陵、永裕陵和永泰陵:6。宋真宗景德四年（1007年），设永安县管理陵区。宋徽宗政和三年（1113年），升永安县为永安军:440-441。
靖康元年（1127年），金军攻陷东京城，北宋灭亡，是为靖康之变，宋徽宗和宋钦宗都被金人虏走。南宋绍兴五年（1135年）徽宗死於金國，初葬于五国城。紹興和議後，金人將宋徽宗的靈柩送回南宋，宋高宗將之安葬在紹興的南宋六陵，上陵号永祐陵。绍兴三十一年（1161年），欽宗也死於金國，宋高宗为钦宗发丧，上庙号、谥号，给陵寝遥上陵号为永献陵。但直至十年后，金人方將欽宗依一品礼安葬於回郭镇南原，陵台为圆形，无石刻神道，目前已无任何地面遗存。
北宋灭亡后，宋陵遭到了严重破坏，金军和刘齐政权先后对宋陵进行了大规模的盗掘。南宋绍兴九年（1139年），秘书少监郑刚中赴西安途径巩县，曾记录永昭陵的阙角楼已经半毁，下宫仅剩地基，永厚陵的下宫亦被火焚毁。韩淲在《涧泉日记》中曾记录绍兴十八年（1148年）太常少卿方庭硕出使金国路过宋陵的情状：“先是诸陵俱遭发，哲宗至暴骨，庭硕解衣裹之，惟昭陵如故”。元朝时期，宋陵再次遭到破坏，成为废墟:20。

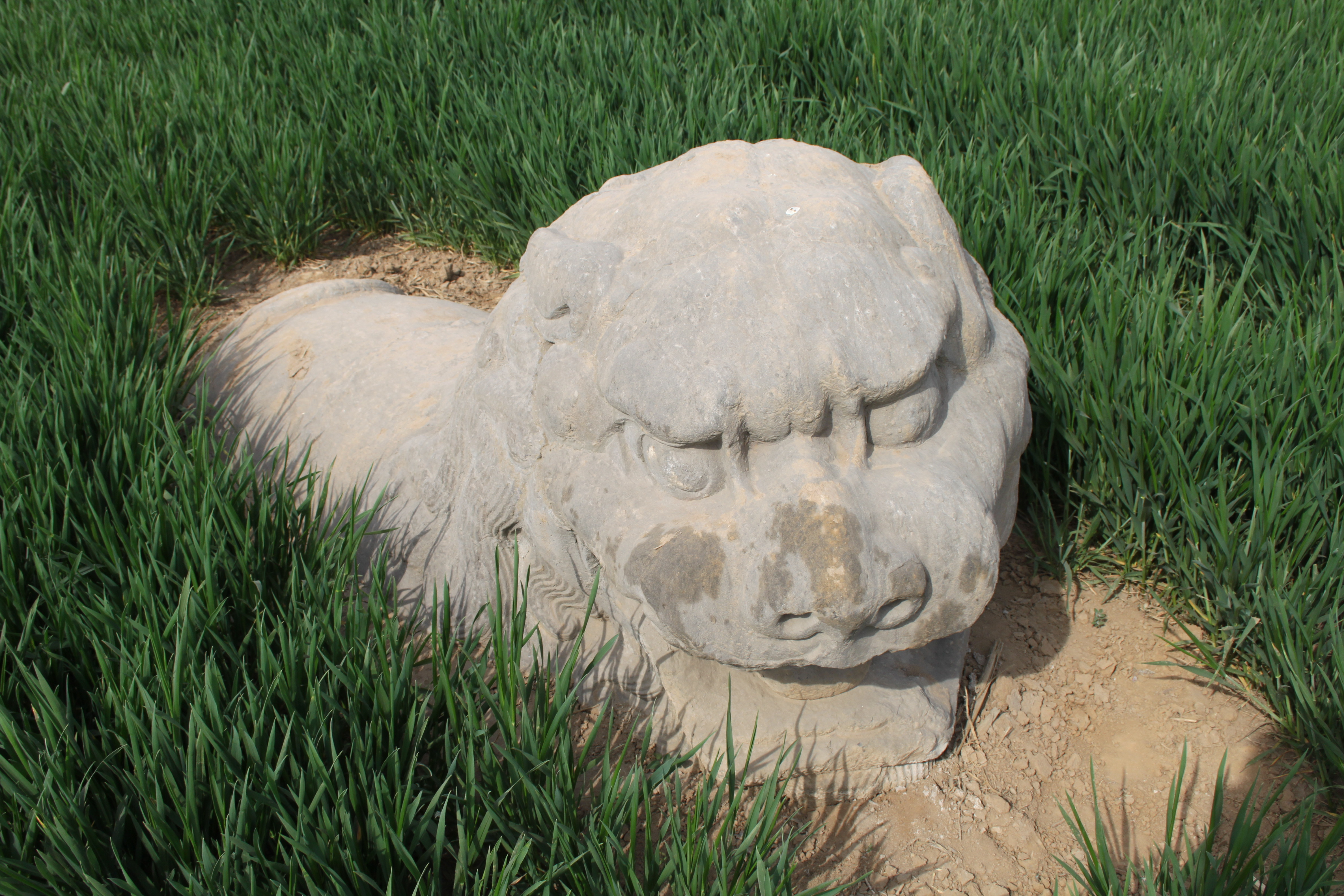
2011年，当时仍半埋于土中的永昌陵南神门石狮

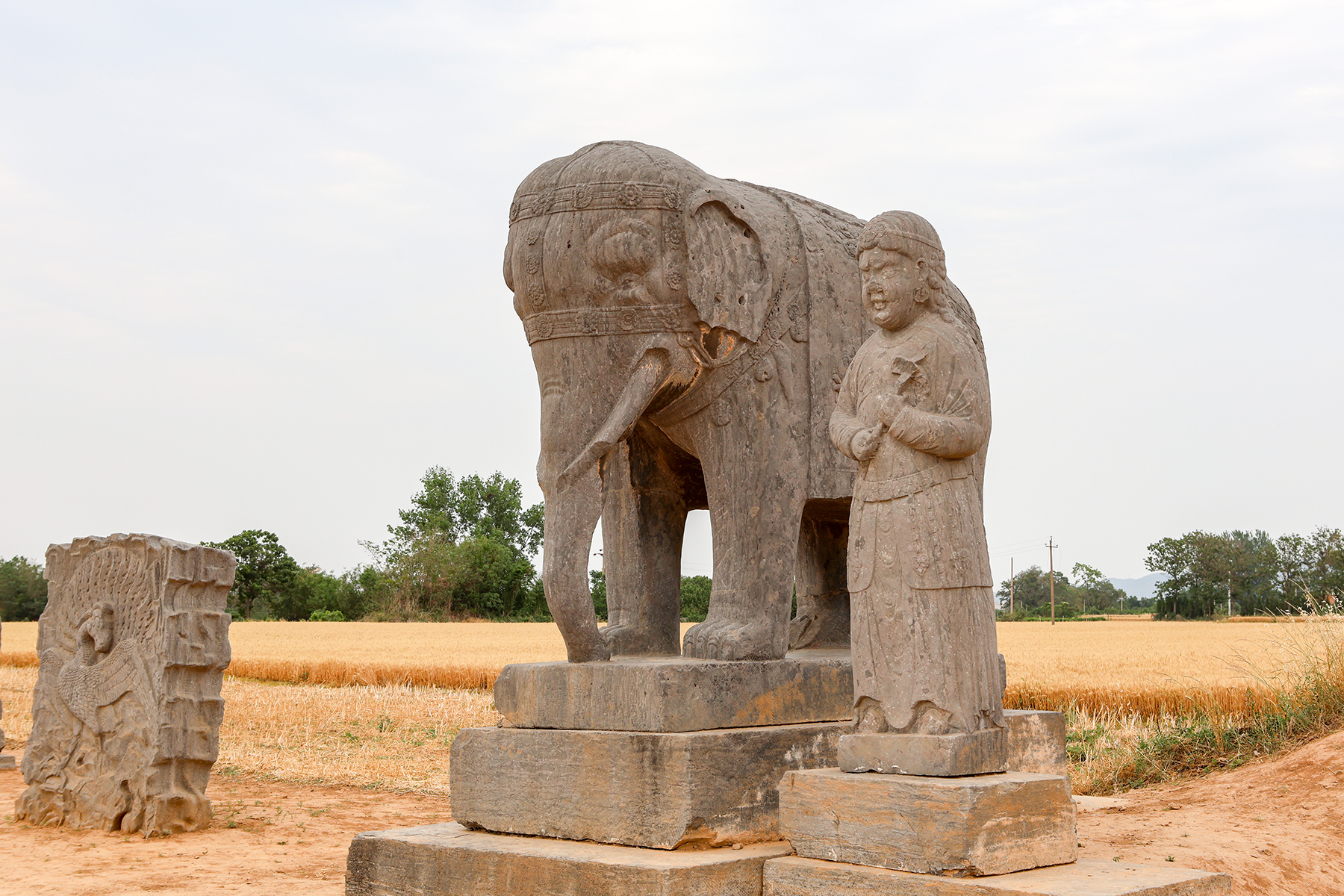
位于麦田中的永泰陵石像

宋陵在明清时期受到了保护，朝廷不时会遣官致祭，并树碑以纪念。陵区土地被划为官地，禁止种植农作物。但民国以后，陵区土地渐渐转入私人手中，农民为了扩大耕地，对陵区土地进行平整。因宋陵南高北低，一些靠北的石像被埋入土中，一些石像直至近年方才从土中重新挖出:20。时至今日，宋陵部分陵园仍为耕地，在油菜花开或麦收的季节，田野中的石像形成一景，吸引一些游客和摄影爱好者专程前往。
宋陵于1963年被河南省人民委员会公布为第一批河南省文物保护单位，并于1982年被中华人民共和国国务院公布为第二批全国重点文物保护单位。

## 布局与制度

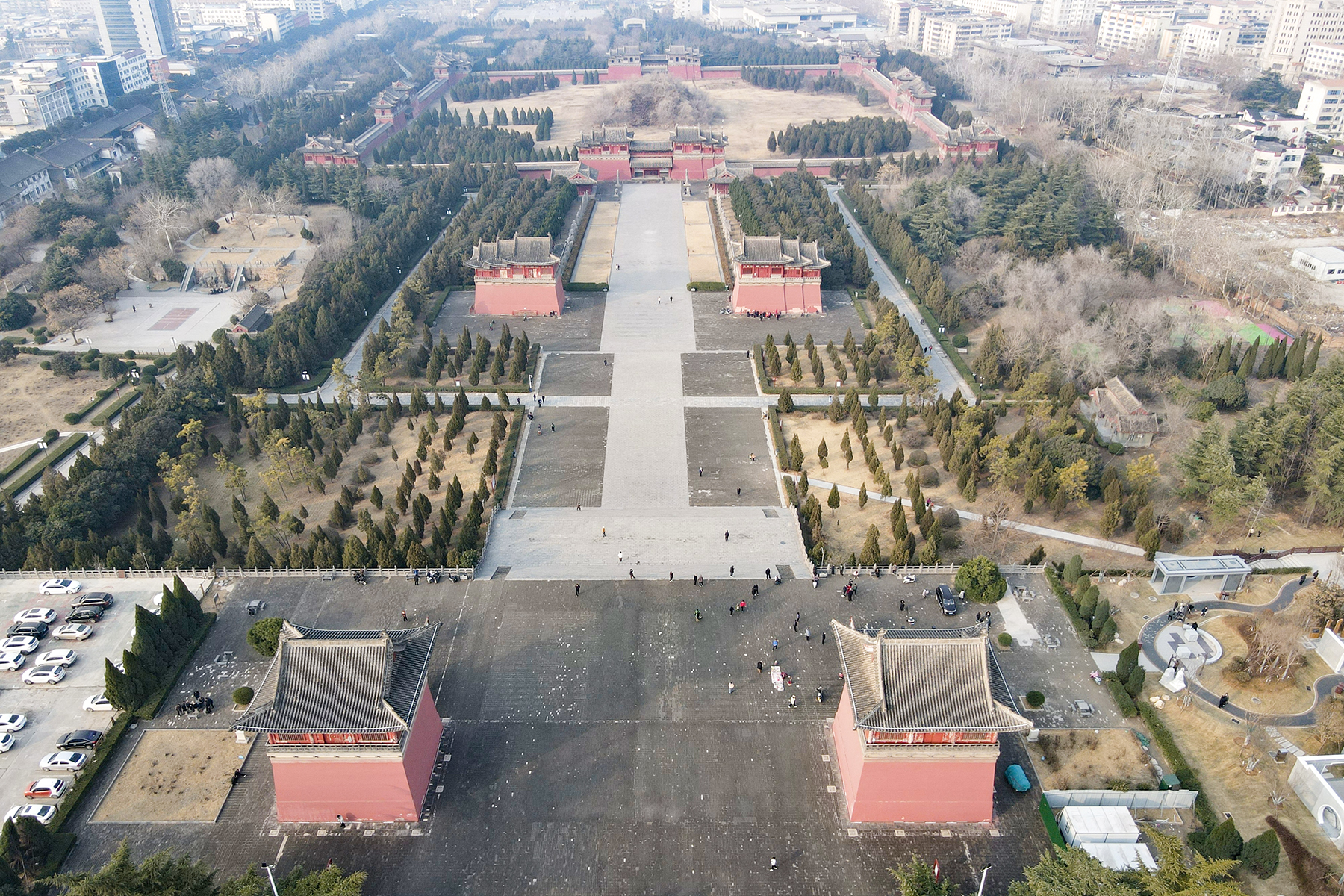
按原有制度复原上宫建筑的永昭陵，由近及远依次可见鹊台、乳台、神道、宫城

宋陵诸陵园的布局大致相同，皆由上宫、下宫、皇后陵和陪葬墓组成。陵区附近还设有寺院，以为陵墓主人魂灵诵经祈祷:410。北宋帝陵在布局上大体上承袭唐代的皇陵制度，但因北宋皇帝生前不建陵寝，死后又要在第七月下葬，陵园修建时间短，因此陵园规模上比起唐代帝陵较小:448。
另一方面，北宋皇室信奉堪舆术和“五音姓利”，宋陵的选址和构筑受此影响极大。根据阴阳堪舆术的理论，角音最利方向为丙（东南）、壬（西北）方位，其中丙地又尊于壬地。因此，宋陵的皇后陵、陪葬墓、下宫和寺院等均位于帝陵上宫的西北方位。同一陵区中，晚建的帝陵位于之前的帝陵西北侧，而同一个陵园中，晚建的皇后陵亦位于最早建的皇后陵西北侧，即是由丙地向壬地排列。同样因阴阳堪舆术的影响，宋陵诸陵均坐北朝南，但又呈南高北低的态势，从鹊台、乳台至宫城逐渐降低，陵台则位于全陵的低凹处，一反中国古代建筑逐进增高的传统，成为中国古代陵寝建筑的孤例:448-449。

### 上宫
上宫为祭奠的核心区域，帝陵的上宫皆以陵台为主体，封土下为地宫。神墙围于陵台四周，形成宫城。神墙四角建有角阙，每面正中开神门，门侧为阙台，四门外均置石狮一对。南神门外为神道，两侧对称排列着象征依仗的石像生。神道南端设置一对乳台，整个陵园的最南端设一对鹊台。北宋帝陵的宫城平面为方形，据《宋史·礼志》记载，永安陵“陵台三层正方，下层每面长九十尺，南神门至乳台，乳台至鹊台，皆九十五步，乳台高二十五尺，鹊台增四尺。神墙高九尺五寸，环四百六十步，各置神门、角阙”。其后的七座帝陵都大体遵循了这个制度。据实测，永安陵的南神门至乳台的距离为151米，乳台至鹊台的距离为141米，神墙东西宽230米，南北长227米，陵台底边长22.5米，上边长8.5米，高6.4米。

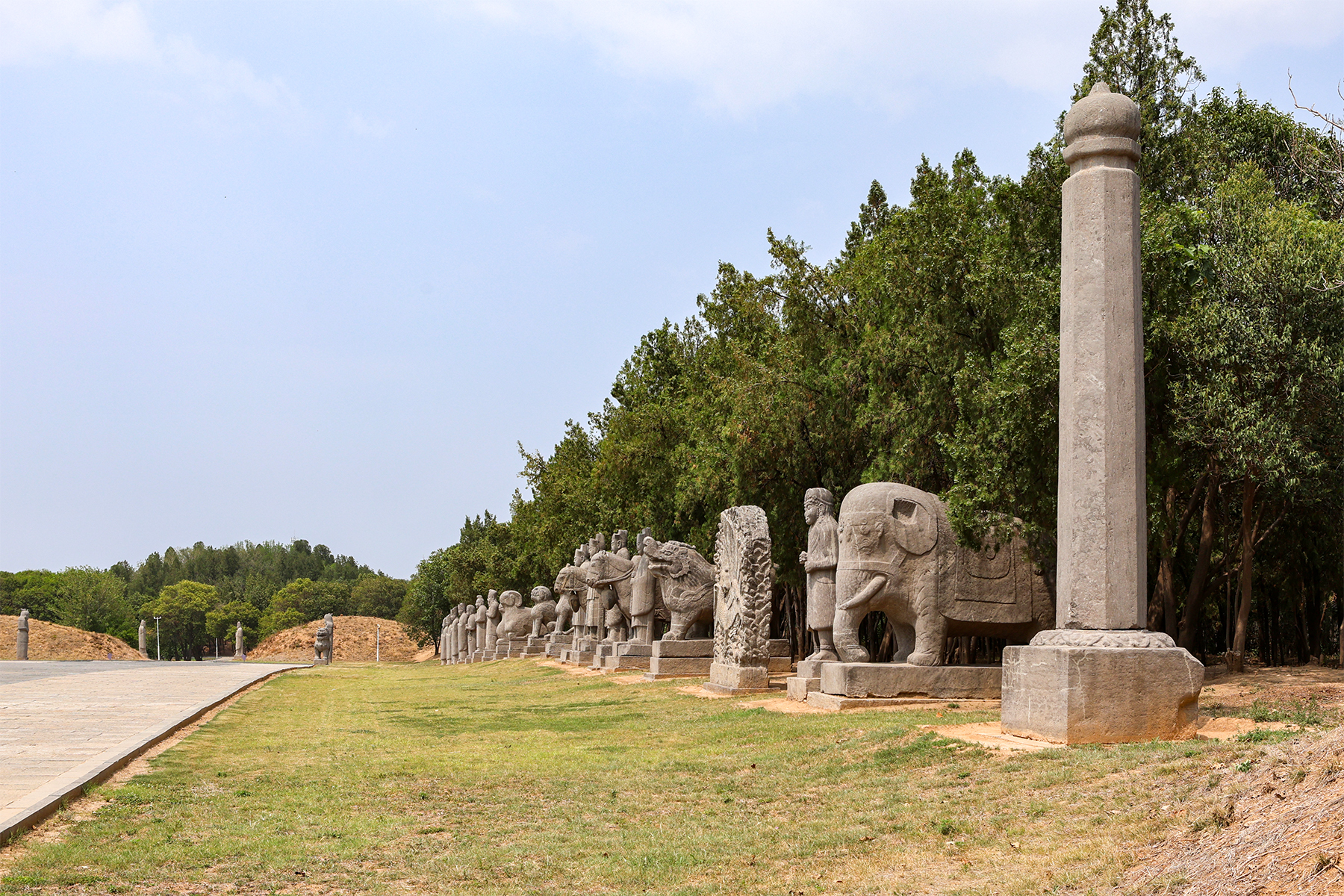
永定陵神道东侧的石像

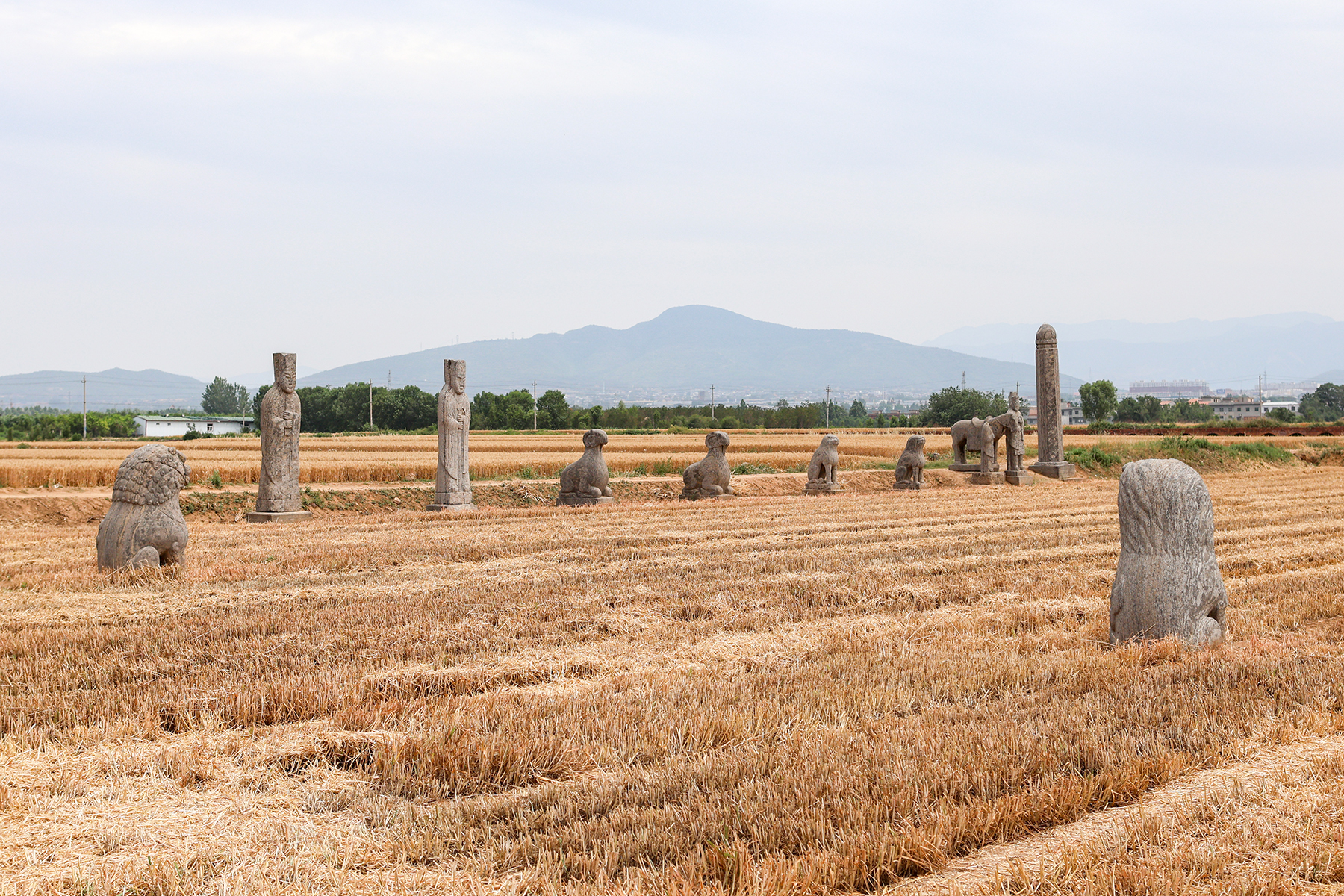
永熙陵袝葬之元德李皇后陵神道东侧的石像与南门石狮

除永安陵外，宋陵中其他帝陵的上宫均有60件石像，皇后陵的石像数目减半，为30件。石刻种类上，望柱、马和控马官、虎、羊、文官、武官、宫人和狮子为帝陵与后陵均有，而象和驯象人、瑞禽、甪端、客使和武士则为帝陵独有。其中象和驯象人为宋陵始设，并为之后的明清皇家陵寝所沿用，其位于仅次于望柱的最南端，造型设计和位置均符合史料中关于宋朝卤簿的记载:454-455。
帝陵的石像除东、西、北神门各一对石狮外，其他石像均位于乳台以北、宫城以南的神道两侧。神道石像东西对称，从南向北分别为：一对望柱、一对象和驯象人（共二象二人）、一对瑞禽、一对甪端、两对马和控马官（共四马八人）、两对虎、两对羊、三对客使、两对武官、两对文官、一对南门狮、一对武士、一对上马石、神门内和陵台前各一对宫人。帝陵的一对南门狮为行走状，而其他各门的石狮均为蹲坐姿。皇后陵的石像除四神门各一对石狮外，神道两侧从南向北分别为：一对望柱、一对马和控马官（共二马四人）、两对虎、两对羊、一对武官、一对文官、一对宫人。皇后陵四门的石狮均为蹲坐姿。另外，一些陪葬墓前也置有石像，大臣墓前各置一对望柱、一对石虎和一对石羊，三品以上则再加一对石人:21。

### 下宫

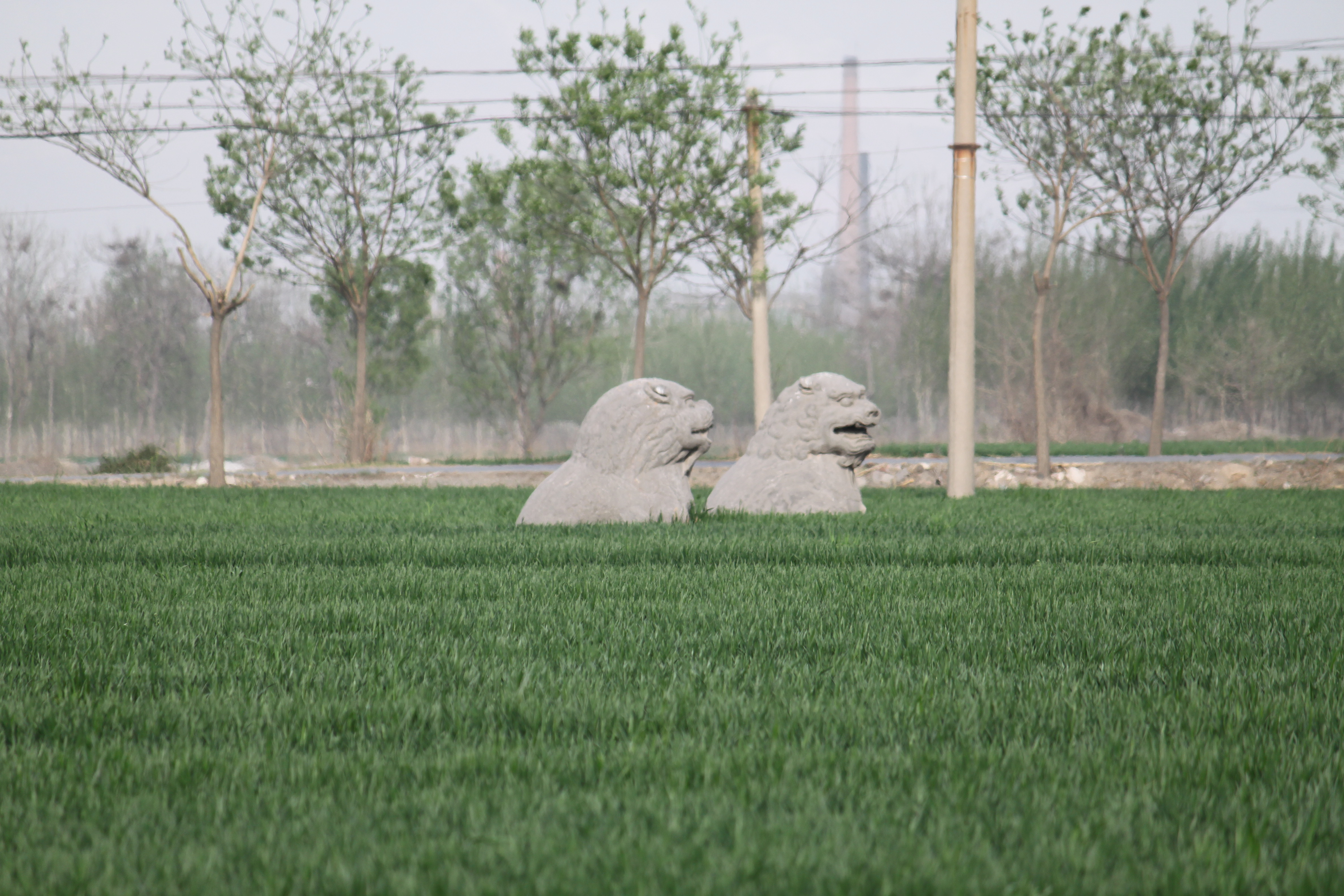
永裕陵下宫前残留的一对石狮

下宫又称寝宫，用以供奉墓主饮食起居。宋陵的下宫皆位于帝陵上宫的西北部，其中永安陵、永昌陵和永熙陵的下宫位于袝葬的皇后陵南侧，其余五陵的下宫位于袝葬的皇后陵以北:449。
下宫自成宫院，门前有一对石狮。以永厚陵下宫为例，下宫有正殿、影殿、斋殿和守陵人居所等建筑，内供奉帝后的衣冠画像等。

### 皇后陵

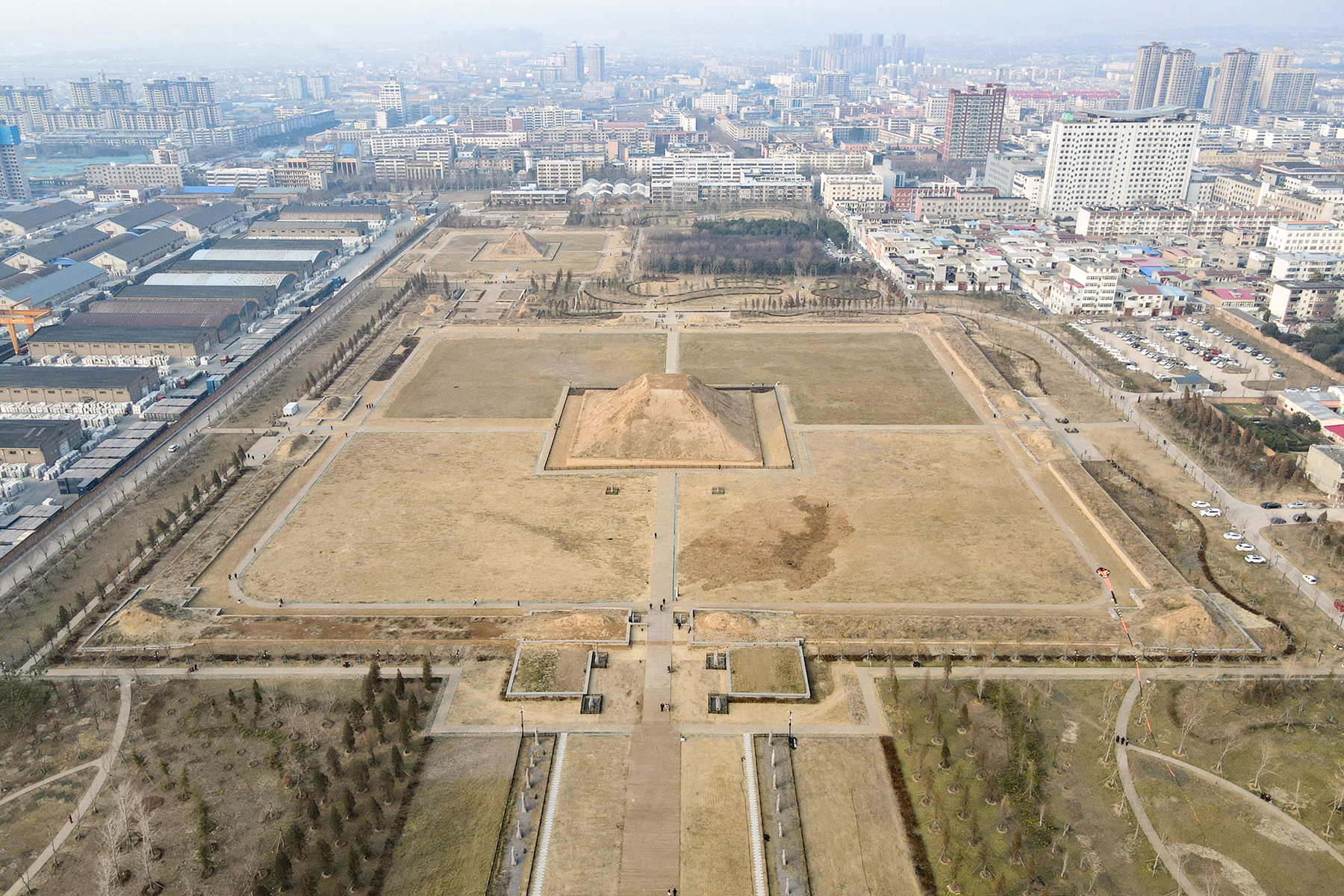
永厚陵宫城遗址和紧邻其西北角的宣仁圣烈皇后陵

宋陵诸陵中，除被追封的宋宣祖赵弘殷和昭宪杜太后合葬于永安陵外，其他的皇后均袝葬于帝陵，在帝陵的西北方向单独修建陵园。皇后陵的平面布局与帝陵相同，只是规模较小，从南到北依次为鹊台、乳台、神道、神墙围绕的陵台。神墙四角有角阙，每面中间有神门。除保泰陵外，其余皇后陵均无专门的陵名，而是统一称“园陵”:449-450。章献明肃皇后下葬时，因其曾临朝听政长达十一年，因此将其谥号由二字增为四字，陵墓名称亦由“园陵”改称“山陵”。此后北宋一朝曾临朝听政的太皇太后、皇太后，包括慈圣光献皇后、宣仁圣烈皇后、钦圣宪肃皇后，陵墓均称“山陵”:452。
与之前的后陵相比，章献明肃皇后的山陵制度，除地宫有所增深外，地面建筑尺寸并未变化。在永安陵、永昌陵、永熙陵和永定陵的袝葬后陵中，除章穆郭皇后陵和章惠杨皇后陵宫城较小（边长约80米），其余后陵宫城的边长均在100-110米。但在慈圣光献皇后下葬时，其山陵“诏增十步”，此后宣仁圣烈皇后和钦圣宪肃皇后的山陵亦尊此制。此三座后陵的宫城边长经实测超过115米。而之后于永裕陵和永泰陵袝葬的其他皇后陵，宫城边长仍在100-110米之间，体现出“园陵”与“山陵”制度上的差异:452。
由于宋朝皇帝不在生前预先建陵，皇后若先于皇帝而死，因帝陵位置未定，则袝葬于先代皇陵。这种帝后异陵域而葬的作法在历代皇陵中所罕见。

### 皇陵寺院
北宋朝廷为宋陵专门设置了四处寺院，分别为永昌禅院、永定禅院、昭孝禅院和宁神禅院，分别位于西村、蔡庄、孝义和八陵四大陵区。永昌禅院供永安陵、永昌陵和永熙陵三陵享用，位于三陵附近，具体位置今已无考。永定禅院专为永定陵修建，遗址位于今芝田镇后泉沟村西，东南距离永定陵上宫约1千米。昭孝禅院为永昭陵和永厚陵而建，建成于宋神宗熙宁五年（1072年），徽宗政和年间曾改称寿圣寺，遗址位于伊洛河北岸的今康店镇寺沟，地面已不存形迹。宁神禅院为永裕陵和永泰陵而建，遗址位于今芝田镇八陵村西，东南距永裕陵上宫约1300米，南距永泰陵上宫约850米，民国时尚存山门、大殿、东西厢房等建筑，文革期间被毁:410-414。

## 现存陵墓
北宋皇陵现有地面遗存的陵墓包括8座帝陵，18座皇后陵，以及一些附葬墓，分别位于四处陵区:8：

### 西村陵区
西村陵区为宋陵最早的一处陵区，位于西村镇常封村和滹沱村之间，东南依嵩山北麓的金牛山，东邻青龙山，依坡地而建，南部地势较为隆起，北部地势平坦，从东南向西北依次分布永安陵、永昌陵和永熙陵:9。
- 永安陵：史料中称“安陵”[3][4][19]，为赵匡胤之父宋宣祖赵弘殷与昭宪杜太后的合葬墓。赵弘殷最初葬于开封东南，昭宪杜太后于太祖建隆二年（961年）六月崩，同年十月与其合葬。乾德元年（963年）一同迁葬于此。永安陵袝葬有四座皇后陵，分别为宋太祖孝明王皇后、孝惠贺皇后以及宋太宗懿德符皇后、淑德尹皇后的陵墓，目前仅有孝惠贺皇后陵和淑德尹皇后陵有地面遗存。
- 永昌陵：为宋太祖赵匡胤的陵墓，位于永安陵西部略偏北处，两陵上宫东西距离约为450米。赵匡胤崩于开宝九年（976年）十月，次年四月葬于永昌陵。永昌陵附葬两座皇后陵，均有地面遗存，分别为孝章宋皇后陵和宋真宗章怀潘皇后陵（保泰陵）[1]:12。
- 永熙陵：位宋太宗赵炅的陵墓，位于永昌陵上宫西北侧约1千米处。赵炅崩于至道三年（997年），同年十月葬于永熙陵。永熙陵袝葬三座皇后陵，均有地面遗存，按时间先后分别为元德李皇后陵、明德李皇后陵和宋真宗章穆郭皇后陵[1]:12。

西村陵区各帝陵的具体位置和图片如下表所示：
| 名称   | 墓主   | 坐标                                                      | 图片 | 备注 |
| ------ | ------ | --------------------------------------------------------- | ---- | ---- |
| 永安陵 | 宋宣祖 | 34°39′50.43″N 112°57′42.37″E / 34.6640083°N 112.9617694°E |      |      |
| 永昌陵 | 宋太祖 | 34°39′55.37″N 112°57′16.30″E / 34.6653806°N 112.9545278°E |      |      |
| 永熙陵 | 宋太宗 | 34°40′26.28″N 112°56′41.15″E / 34.6739667°N 112.9447639°E |      |      |

西村陵区各皇后陵的具体位置和图片如下表所示：
| 名称         | 墓主     | 附属于 | 坐标                                                      | 图片 | 备注         |
| ------------ | -------- | ------ | --------------------------------------------------------- | ---- | ------------ |
| 孝惠贺皇后陵 | 孝惠皇后 | 永安陵 | 34°40′6.06″N 112°57′35.06″E / 34.6683500°N 112.9597389°E  |      |              |
| 孝明王皇后陵 | 孝明皇后 | 永安陵 |                                                           |      | 已无地面遗存 |
| 淑德尹皇后陵 | 淑德皇后 | 永安陵 | 34°40′12.57″N 112°57′24.19″E / 34.6701583°N 112.9567194°E |      |              |
| 懿德符皇后陵 | 懿德皇后 | 永安陵 |                                                           |      | 已无地面遗存 |
| 孝章宋皇后陵 | 孝章皇后 | 永昌陵 | 34°40′18.67″N 112°57′17.78″E / 34.6718528°N 112.9549389°E |      |              |
| 保泰陵       | 章怀皇后 | 永昌陵 | 34°40′24.46″N 112°56′39.14″E / 34.6734611°N 112.9442056°E |      |              |
| 元德李皇后陵 | 元德皇后 | 永熙陵 | 34°40′44.08″N 112°57′17.78″E / 34.6789111°N 112.9549389°E |      |              |
| 明德李皇后陵 | 明德皇后 | 永熙陵 | 34°40′46.31″N 112°56′33.79″E / 34.6795306°N 112.9427194°E |      |              |
| 章穆郭皇后陵 | 章穆皇后 | 永熙陵 | 34°40′53.28″N 112°56′37.76″E / 34.6814667°N 112.9438222°E |      |              |

### 蔡庄陵区
蔡庄陵区位于芝田镇蔡庄村北岭，包括永定陵一座帝陵及其袝葬陵墓。
- 永定陵：为宋真宗赵恒的陵墓。赵恒崩于乾兴元年（1022年）二月，同年十月葬于永定陵。永定陵西北侧袝葬三座皇后陵，均有地面遗存。其中章献明肃刘皇后陵紧邻永定陵上宫，其西北方向上还分布着两座后陵，分别为章懿李皇后陵和章惠杨皇后陵[1]:13-14。

永定陵的袝葬墓除三座皇后陵外，还有有两座陪葬墓和一组已失原位的石像群。1号陪葬墓紧邻章惠杨皇后陵西侧，地面现存石虎和石羊各一对，应为皇室陪葬墓。2号陪葬墓位于章惠杨皇后陵以北约230米处，目前立有一通清代石碑，上书“宋丞相孝肃包公墓”，因此也称包公墓。墓前现存一根望柱，一对石虎和一件石羊。此外，在永定陵西北约3千米处有一组石像群，共四件，包括一件石虎，一对石羊和一件武官，被习传为寇准墓:133-135。
永定陵及各袝葬皇后陵的具体位置和图片如下表所示：
| 名称             | 墓主         | 坐标                                                      | 图片 | 备注 |
| ---------------- | ------------ | --------------------------------------------------------- | ---- | ---- |
| 永定陵           | 宋真宗       | 34°42′17.31″N 112°58′28.40″E / 34.7048083°N 112.9745556°E |      |      |
| 章献明肃刘皇后陵 | 章献明肃皇后 | 34°42′28.57″N 112°58′25.73″E / 34.7079361°N 112.9738139°E |      |      |
| 章懿李皇后陵     | 章懿皇后     | 34°42′31.73″N 112°57′57.42″E / 34.7088139°N 112.9659500°E |      |      |
| 章惠杨皇后陵     | 章惠皇后     | 34°42′33.45″N 112°57′53.07″E / 34.7092917°N 112.9647417°E |      |      |

### 孝义陵区
孝义陵区是四个陵区中最靠北的一处，位于巩义市区南部，西南距永定陵约4.5公里，依岗地北坡而建。孝义陵区由东南向西北分别建有永昭陵、永厚陵两座帝陵，两陵上宫东西间距约为300米:15。
- 永昭陵：为宋仁宗赵祯的陵墓。赵祯崩于嘉祐八年（1063年）三月，同年十月葬于永昭陵。永昭陵于1995年起开始实施抢救保护工程，其上宫建筑按原制复建，为宋陵诸陵中唯一一座[20]。永昭陵西北隅为慈圣光献曹皇后陵[1]:16。
- 永厚陵：为宋英宗赵曙的陵墓。赵曙崩于治平四年（1067年）正月，同年八月葬于永厚陵。永厚陵西北隅为宣仁圣烈高皇后陵。其西北部还曾清理出三座宗室陪葬墓，分别是魏王赵頵墓，燕王赵颢墓和兖王赵俊墓[1]:16-17。

孝义陵区各帝陵和皇后陵的具体位置和图片如下表所示：
| 名称             | 墓主         | 附属于 | 坐标                                                      | 图片 | 备注 |
| ---------------- | ------------ | ------ | --------------------------------------------------------- | ---- | ---- |
| 永昭陵           | 宋仁宗       | -      | 34°44′39.41″N 112°58′47.84″E / 34.7442806°N 112.9799556°E |      |      |
| 永厚陵           | 宋英宗       | -      | 34°44′46.87″N 112°58′21.52″E / 34.7463528°N 112.9726444°E |      |      |
| 慈圣光献曹皇后陵 | 慈圣光献皇后 | 永昭陵 | 34°44′49.61″N 112°58′44.73″E / 34.7471139°N 112.9790917°E |      |      |
| 宣仁圣烈高皇后陵 | 宣仁圣烈皇后 | 永厚陵 | 34°44′55.44″N 112°58′18.68″E / 34.7487333°N 112.9718556°E |      |      |

### 八陵陵区
八陵陵区位于芝田镇八陵村南，在四个陵区中处于西南方，南依嵩山余脉白云山，北接伊洛河，地形开阔，岗坡平缓。从东南向西北依次分布着永裕陵和永泰陵:17。
- 永裕陵：为宋神宗赵顼的陵墓。赵顼崩于元丰八年（1085年）三月，同年十月葬于永裕陵。永裕陵西北隅最靠近上宫的为钦圣宪肃向皇后陵，其西侧分别为钦慈陈皇后陵和钦成朱皇后陵，另一座位于钦慈陈皇后陵和钦成朱皇后陵北侧，为宋徽宗显恭王皇后陵[1]:19。以上四座皇后陵目前均有地面遗存，另据记载，徽宗的明达、明节皇后亦袝葬于显恭王皇后陵[21]，惟现已无地面遗存[1]:19。永裕陵下宫的西北侧还有四处陪葬墓，其中一座为宋徽宗第十女康淑帝姬（商国公主）墓，现存有“宋故商国公主追封记”碑和石像，另外三座现存墓冢，墓主不明。此外，因在此区域还发现了“故赠邓国公主追封记”碑和“宋故蜀国公主追封记”碑，说明宋徽宗女惠淑帝姬（邓国公主）和安淑帝姬（蜀国公主）的墓亦在此处[1]:245-254。
- 永泰陵：为宋哲宗赵煦的陵墓，位于永裕陵西北约500米处。赵煦崩于元符三年（1100年）一月，同年八月葬于永泰陵。永泰陵西北隅为昭怀刘皇后陵[1]:19。在永泰陵的西北部曾出土“宋故杨国公主墓志铭”，应为宋哲宗第四女杨国公主墓的所在地，惟地面已不存任何形迹。此外，永泰陵下宫西北约1.5公里处的清西村南岭一带分布有陪葬墓群，墓主均为北宋皇室成员，在该处曾收集到9件零散石像，目前于永定陵内集中保存[1]:280-282。

八陵陵区各帝陵的具体位置和照片等信息如下表所示：
| 名称   | 墓主   | 坐标                                                      | 图片 | 备注 |
| ------ | ------ | --------------------------------------------------------- | ---- | ---- |
| 永裕陵 | 宋神宗 | 34°39′5.78″N 112°54′57.58″E / 34.6516056°N 112.9159944°E  |      |      |
| 永泰陵 | 宋哲宗 | 34°39′13.89″N 112°54′28.18″E / 34.6538583°N 112.9078278°E |      |      |

八陵陵区各皇后陵的具体位置和照片等信息如下表所示：
| 名称             | 墓主         | 附属于 | 坐标                                                      | 图片 | 备注         |
| ---------------- | ------------ | ------ | --------------------------------------------------------- | ---- | ------------ |
| 钦圣献肃向皇后陵 | 钦圣献肃皇后 | 永裕陵 | 34°39′16.06″N 112°54′53.79″E / 34.6544611°N 112.9149417°E |      |              |
| 钦慈陈皇后陵     | 钦慈皇后     | 永裕陵 | 34°39′16.06″N 112°54′53.79″E / 34.6544611°N 112.9149417°E |      |              |
| 钦成朱皇后陵     | 钦成皇后     | 永裕陵 | 34°39′18.92″N 112°54′43.35″E / 34.6552556°N 112.9120417°E |      |              |
| 显恭王皇后陵     | 显恭皇后     | 永裕陵 | 34°39′24.36″N 112°54′45.58″E / 34.6567667°N 112.9126611°E |      |              |
| 明达刘皇后陵     | 明达皇后     | 永裕陵 |                                                           |      | 已无地面遗存 |
| 明节刘皇后陵     | 明节皇后     | 永裕陵 |                                                           |      | 已无地面遗存 |
| 昭怀刘皇后陵     | 昭怀皇后     | 永泰陵 | 34°39′24.22″N 112°54′24.36″E / 34.6567278°N 112.9067667°E |      |              |

## 其他相关遗迹
宋陵及其附近还保留着一些与宋陵相关的其他遗迹，主要包括宋陵采石场、砖瓦窑场、永裕陵防洪堤和会圣宫遗址:441。

### 宋陵采石场
宋陵采石场位于今洛阳市偃师区大口镇，地处南横岭南麓，东距宋陵陵区约25千米。采石场山谷长约1千米，大致呈东西向，斜坡上布满采石面与采石坑。山谷底部堆积着大量半成品和废料。宋陵石像应为在采石场先雕刻为半成品，运抵陵区后再进行加工雕刻。山谷南侧的山坡上有采石运料的断续车道遗迹，为车轮经过轧磨形成的车辙痕迹，车辙间距约为105厘米。采石场的坑壁断崖上刻有七处与宋陵采石有关的题记，惟年代久远，多数已模糊不清:441-443:121-122。
宋陵采石场于2013年3月5日被中华人民共和国国务院公布为第七批全国重点文物保护单位。

### 宋陵砖瓦窑场
1994年于巩义市坞罗河北岸台地上发现一处宋代砖瓦窑遗址，该处遗址东距北宋永安县城（现芝田镇）约1千米，共发现13座宋代砖瓦窑，并出土了大量的宋代砖瓦构件。从该处发现的部分刻有“定陵官”和“官”等字样的陶板、筒瓦，以及出土的兽面瓦当和嫔伽头像等建筑构件，与永定陵上宫和永定禅院出土的同类器物完全相同，由此证实此处砖瓦窑场是专为宋陵烧制砖瓦建材的官办窑场:443-445。

### 永裕陵防洪堤
在西村镇张嘴寨村北至堤东村之间的白云山下，保留有一处宋代防洪堤的遗迹。该防洪堤用经过修整的红石杂河卵石堆砌而成，西北距永裕陵约2公里，略呈东西向，南北共分三道，用以分流白云山北麓下泄的洪水向东、西两边，以保护永裕陵免遭山洪:445。

### 会圣宫遗址

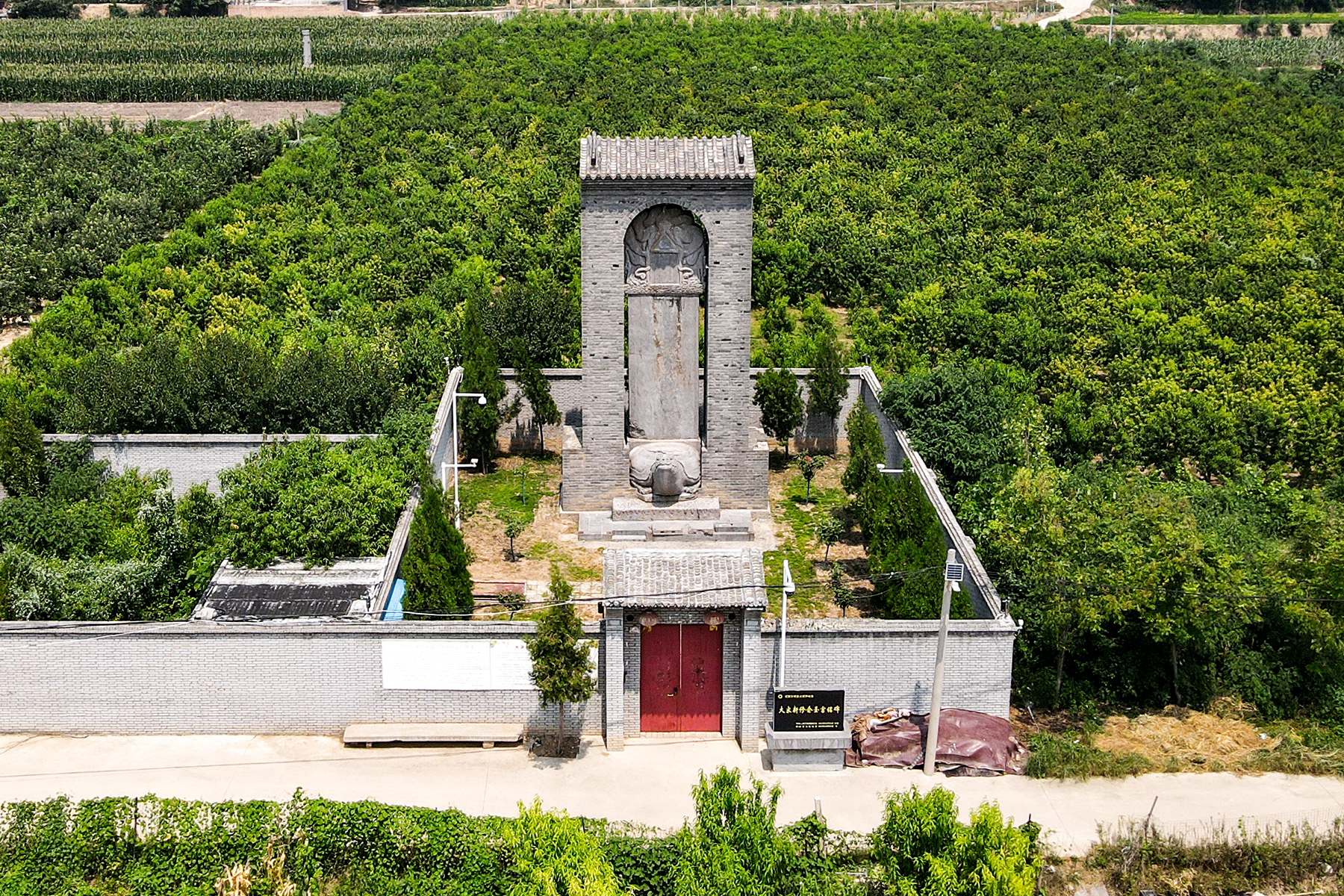
大宋新修会圣宫铭碑，其后为会圣宫遗址，图中可见碑左后侧的八棱石柱

会圣宫地处凤台山南麓，北宋时为东、西两京之间的交通要道，属永安县管辖。会圣宫仿汉代原庙之制，于仁宗天圣八年（公元1030年）动工兴建，并于次年落成。落成时，宫内供奉宋太祖、宋太宗和宋真宗的御容，神宗熙宁年间增加供奉宋仁宗和宋英宗的御容:445-446。
会圣宫遗址位于今洛阳市偃师区山化镇寺沟村，南距北宋时期的永安县城约4千米，与其隔伊洛河相望。遗址南北长约260米，东西宽约180米，现为耕地，其东、西、南三面均为断崖。遗址上现存大宋新修会圣宫铭碑，全称“新修西京永安县会圣宫碑铭”，刻立于景祐元年（1034年）。该碑通高9.2米，碑文由翰林学士石中立撰文，记录了会圣宫的建设经过、地理位置和建筑，宫内“奉安圣容”的礼仪以及“士庶朝谒”的盛况:478。该碑于2013年3月5日被列入第七批全国重点文物保护单位。
在该碑西北方约百余米处尚存一件八棱石柱。该柱为青石质地，柱身八个棱面，其中四个棱面的上、下腰部各雕饰有一个凸三棱体。柱顶为双重圆顶，之间有椭圆形装饰。柱底为方形石座，座上作素面覆盆:446。